# 冀中1940年反全面“扫荡”战役
冀中1940年反全面“扫荡”战役，亦称冀中1940年反全面“扫荡”，是中国抗日战争中，中日双方发生的战役。
1940年4月10日，日、“伪”军进攻八路军冀中根据地，双方交战96次，日方陆续撤退。八路军缴获迫击炮两门、轻重机枪10挺。